# Discolobium
Discolobium es un género de plantas con flores con nueve especies perteneciente a la familia Fabaceae. Comprende 8 especies descritas y  aceptadas.

## Taxonomía
El género fue descrito por George Bentham y publicado en Commentationes de Leguminosarum Generibus 41. 1837

## Especies aceptadas
A continuación se brinda un listado de las especies del género Discolobium aceptadas hasta abril de 2013, ordenadas alfabéticamente. Para cada una se indica el nombre binomial seguido del autor, abreviado según las convenciones y usos:
- Discolobium elongatum
- Discolobium hirtum
- Discolobium junceum
- Discolobium leptophyllum
- Discolobium paucijugum
- Discolobium psoraliaefolium
- Discolobium pulchellum
- Discolobium tocantinum